# Alice Mangione
Alice Mangione (ur. 19 stycznia 1997 w Niscemi) – włoska lekkoatletka specjalizująca się w długich biegach sprinterskich, medalistka halowych mistrzostw Europy w 2023.
Jej głównym dystansem jest bieg na 400 metrów.
Zdobyła srebrny medal w sztafecie 4 × 400 metrów na mistrzostwach Europy juniorów w 2015 w Eskilstunie. Zajęła 4. miejsce w tej konkurencji na halowych mistrzostwach Europy w 2021 w Toruniu. Zwyciężyła w sztafecie mieszanej 4 × 400 metrów w zawodach World Athletics Relays 2021 w Chorzowie.
Odpadła w eliminacjach sztafet kobiecej i mieszanej 4 × 400 metrów na igrzyskach olimpijskich w 2020 w Tokio. Zajęła 7. miejsca w obu tych konkurencjach na mistrzostwach świata w 2022 w Eugene.
Zdobyła srebrny medal w kobiecej sztafecie 4 × 400 metrów na halowych mistrzostwach Europy w 2023 w Stambule (sztafeta biegła w składzie: Mangione, Ayomide Folorunso, Anna Polinari i Eleonora Marchiando), ustanawiając przy tym halowy rekord Włoch z czasem 3:28,61.
Była mistrzynią Włoch w biegu na 400 metrów w latach 2020–2022, a w hali w sztafecie 4 × 400 metrów w 2021.
Jest aktualną (lipiec 2025) rekordzistką Włoch w sztafecie 4 × 400 metrów z czasem 3:23,40, uzyskanym 12 czerwca 2024 w Rzymie oraz w sztafecie mieszanej 4 × 400 metrów z czasem 3:09,66, uzyskanym 29 czerwca 2025 w Madrycie i halową rekordzistką w biegu na 400 metrów z czasem 51,75 (7 lutego 2025, Karlsruhe) oraz w sztafecie 4 × 400 metrów z czasem 3:28,61 (5 marca 2023 w Stambule).

## Osiągnięcia
| Rok  | Impreza                                 | Miejsce    | Konkurencja                 | Pozycja    | Wynik           |
| ---- | --------------------------------------- | ---------- | --------------------------- | ---------- | --------------- |
| 2013 | Mistrzostwa świata juniorów młodszych   | Donieck    | bieg na 400 m               | eliminacje | 56,76           |
| 2013 | Mistrzostwa świata juniorów młodszych   | Donieck    | sztafeta szwedzka           | eliminacje | 2:11,25         |
| 2014 | Mistrzostwa świata juniorów             | Eugene     | sztafeta 4 × 400 m          | eliminacje | 3:43,06         |
| 2015 | Mistrzostwa Europy juniorów             | Eskilstuna | bieg na 400 m               | 6. miejsce | 53,80           |
| 2015 | Mistrzostwa Europy juniorów             | Eskilstuna | sztafeta 4 × 400 m          | 2. miejsce | 3:37,45         |
| 2016 | Mistrzostwa świata juniorów             | Bydgoszcz  | sztafeta 4 × 400 m          | 8. miejsce | 3:42,53         |
| 2019 | Młodzieżowe mistrzostwa Europy          | Gävle      | sztafeta 4 × 400 m          | 5. miejsce | 3:36,96         |
| 2021 | Halowe mistrzostwa Europy               | Toruń      | bieg na 400 m               | eliminacje | 52,73           |
| 2021 | Halowe mistrzostwa Europy               | Toruń      | sztafeta 4 × 400 m          | 4. miejsce | 3:30,32         |
| 2021 | World Athletics Relays                  | Chorzów    | sztafeta mieszana 4 × 400 m | 1. miejsce | 3:16,60         |
| 2021 | Igrzyska olimpijskie                    | Tokio      | sztafeta 4 × 400 m          | eliminacje | 3:27,74         |
| 2021 | Igrzyska olimpijskie                    | Tokio      | sztafeta mieszana 4 × 400 m | eliminacje | 3:13,51         |
| 2022 | Mistrzostwa świata                      | Eugene     | bieg na 400 m               | eliminacje | 52,72           |
| 2022 | Mistrzostwa świata                      | Eugene     | sztafeta 4 × 400 m          | 7. miejsce | 3:26,45         |
| 2022 | Mistrzostwa świata                      | Eugene     | sztafeta mieszana 4 × 400 m | 7. miejsce | 3:16,45         |
| 2022 | Mistrzostwa Europy                      | Monachium  | bieg na 400 m               | półfinał   | 52,02           |
| 2022 | Mistrzostwa Europy                      | Monachium  | sztafeta 4 × 400 m          | eliminacje | 3:28,61         |
| 2023 | Halowe mistrzostwa Europy               | Stambuł    | bieg na 400 m               | półfinał   | 53,66           |
| 2023 | Halowe mistrzostwa Europy               | Stambuł    | sztafeta 4 × 400 m          | 2. miejsce | 3:28,14         |
| 2023 | I dywizja drużynowych mistrzostw Europy | Chorzów    | bieg na 400 m               | 6. miejsce | 51,55           |
| 2023 | Mistrzostwa świata                      | Budapeszt  | bieg na 400 m               | eliminacje | 51,57           |
| 2023 | Mistrzostwa świata                      | Budapeszt  | sztafeta 4 × 400 m          | 7. miejsce | 3:24,98         |
| 2023 | Mistrzostwa świata                      | Budapeszt  | sztafeta mieszana 4 × 400 m | eliminacje | 3:14,56         |
| 2024 | World Athletics Relays                  | Nassau     | sztafeta 4 × 400 m          | 6. miejsce | 3:27,51 (elim.) |
| 2024 | World Athletics Relays                  | Nassau     | sztafeta mieszana 4 × 400 m | repasaże   | 3:16,47         |
| 2024 | Mistrzostwa Europy                      | Rzym       | bieg na 400 m               | półfinał   | 51,34           |
| 2024 | Mistrzostwa Europy                      | Rzym       | sztafeta 4 × 400 m          | 4. miejsce | 3:23,40         |
| 2024 | Mistrzostwa Europy                      | Rzym       | sztafeta mieszana 4 × 400 m | 2. miejsce | 3:10,69         |
| 2024 | Igrzyska olimpijskie                    | Paryż      | bieg na 400 m               | repasaże   | 51,07           |
| 2024 | Igrzyska olimpijskie                    | Paryż      | sztafeta 4 × 400 m          | eliminacje | 3:26,50         |
| 2024 | Igrzyska olimpijskie                    | Paryż      | sztafeta mieszana 4 × 400 m | 6. miejsce | 3:11,84         |
| 2025 | Halowe mistrzostwa Europy               | Apeldoorn  | bieg na 400 m               | 6. miejsce | 51,84           |
| 2025 | World Athletics Relays                  | Kanton     | sztafeta 4 × 400 m          | 5. miejsce | 3:26,40 (elim.) |
| 2025 | World Athletics Relays                  | Kanton     | sztafeta mieszana 4 × 400 m | repasaże   | 3:12,53         |
| 2025 | I dywizja drużynowych mistrzostw Europy | Madryt     | sztafeta mieszana 4 × 400 m | 2. miejsce | 3:09,66         |

## Rekordy życiowe
- bieg na 200 metrów – 23,16 (18 maja 2024, Rzym)
- bieg na 400 metrów – 51,07 (6 sierpnia 2024, Paryż)
- bieg na 400 metrów (hala) – 51,75 (7 lutego 2025, Karlsruhe)